# شعب سيداما
شعب سيداما هم مجموعة عرقية تعيش في ولاية سيداما، إثيوبيا.
يقدر عددهم بحوالي 7.81 مليون نسمة (2007).